# Banja Luka Challenger 2007
Il Banja Luka Challenger 2007 è stato un torneo di tennis facente parte della categoria ATP Challenger Series nell'ambito dell'ATP Challenger Series 2007. Il torneo si è giocato a Banja Luka in Bosnia ed Erzegovina dal 17 settembre 2007 su campi in terra rossa.

## Vincitori

### Singolare
Konstantinos Economidis ha battuto in finale  Iván Navarro con il punteggio di 7–6(6), 6–4.

### Doppio
Alexander Krasnorutskiy /  Aleksandr Kudrjavcev hanno battuto in finale  Diego Junqueira /  Vladimir Obradovic con il punteggio di 6–2, 6–4.